# Vegetació psammòfila

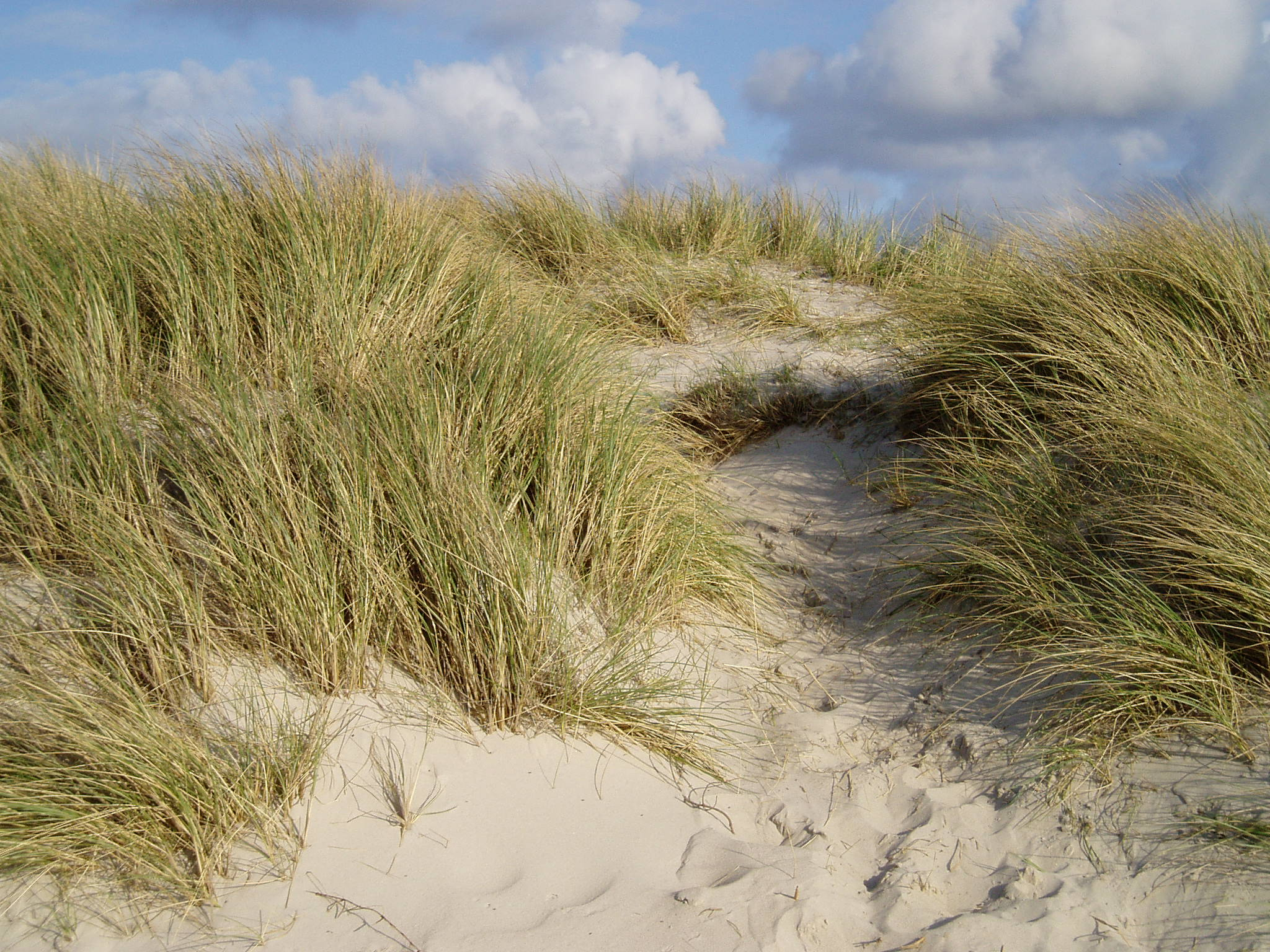
Vegetació psammòfila a les dunes del mar del Nord a Dinamarca

La vegetació psammòfila, arenícola o sabulícola és aquella vegetació adaptada a viure sobre substrats sorrencs, com les platges o les dunes, litorals o continentals.
Les plantes que formen part d'aquest tipus de vegetació, que s'anomenen psammòfites, tenen adaptacions diverses que els permeten créixer sobre la sorra, malgrat la inestabilitat i permeabilitat d'aquest substrat. D'altra banda, sovint han de desenvolupar una tolerància a la salinitat, sobretot a les platges i dunes litorals, on el mar aporta grans quantitats de sal. Tot i això, la granulometria de la sorra, molt permeable i sense una fracció argilosa, es presta poc a retenir l'aigua salada, i per aquest motiu la sorra de la mateixa línia litoral sol tenir un contingut salí menor que la franja immediatament més allunyada del mar.
De forma característica, es reconeixen a les costes sorrenques dels Països Catalans, tres grans tipus de vegetació psamòfila: la vegetació de platja o front dunar, la vegetació de les crestes de les dunes i la vegetació de la rereduna.

## La vegetació de la platja o front dunar
Són comunitats vegetals herbàcies, molt obertes, baixes, formades per un nombre molt reduït d'espècies, però altament especialitzades, de manera que no es troben enlloc més que en aquests ambients litorals.
Són característics d'aquest tipus de vegetació el jull de platja (Elymus farctus), el rave de mar (Cakile maritima) o l'esporobolus (Sporobolus pungens).

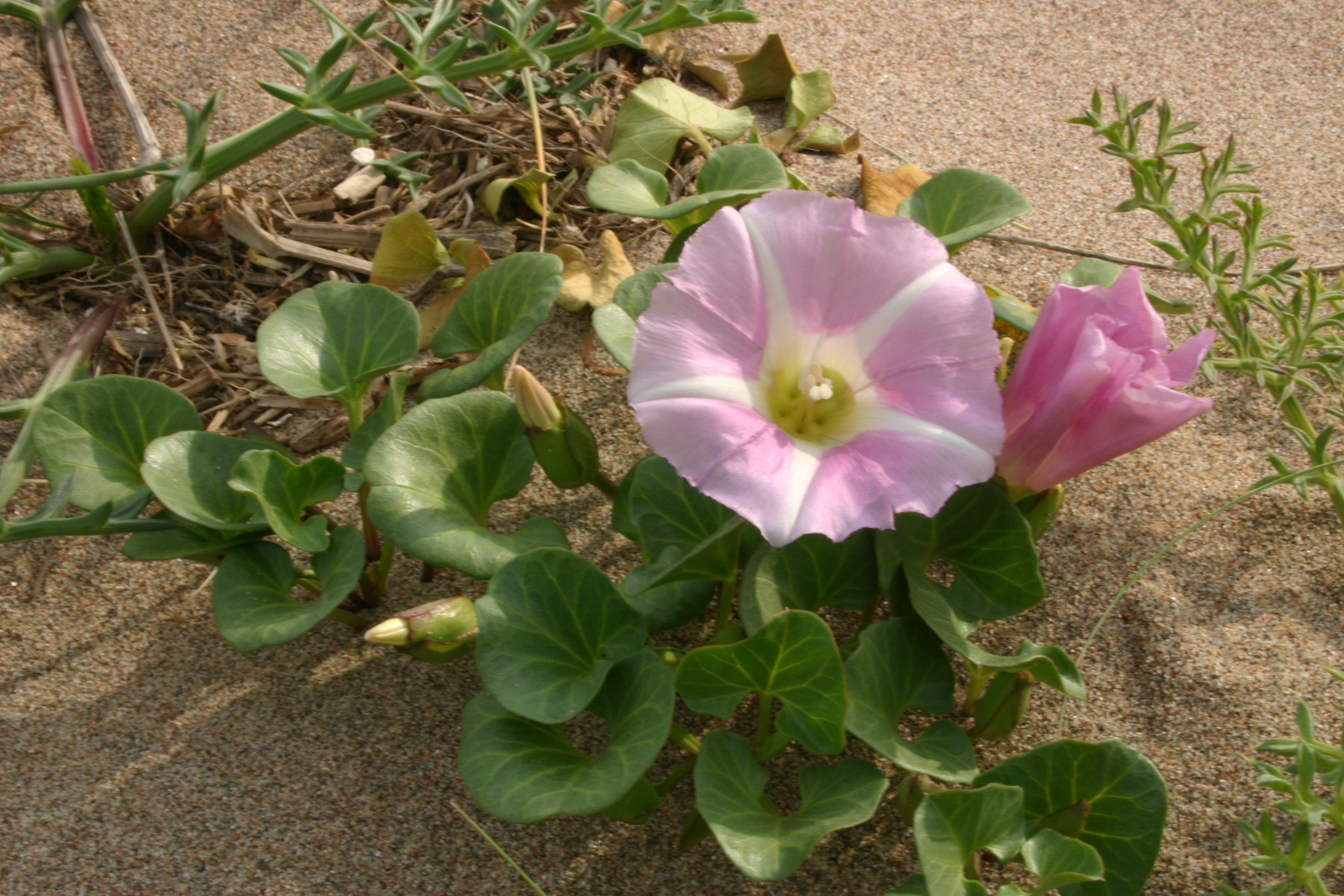
Campaneta de mar, espècie característica de les dunes

## La vegetació de les crestes de les dunes
Són comunitats herbàcies, obertes i majoritàriament baixes, tot i que les condicions rigoroses però matisades respecte a la platja o el front dunar, permeten un major desenvolupament d'aquestes comunitats.
La biodiversitat hi és molt més remarcable, tot i que segueixen sense trobar-s'hi espècies no especialment adaptades a aquest entorn.
En són característiques plantes com el borró (Ammophila arenaria), el melgó marí (Medicago marina), la lleterassa de platja (Euphorbia paralias), el lliri de mar (Pancratium maritimum), la campaneta de mar (Calystegia soldanella), etc.

## La vegetació de rereduna
Les comunitats de rereduna ja presenten algunes espècies arbustives com la bufalaga marina (Thymelaea hirsuta) o una subespècie litoral d'ungla de gat (Ononis natrix ramosissima). Són, doncs, comunitats més denses i altes, que varien molt la seva composició florística en funció de la microtopografia de la rereduna.
Són característics d'aquest ambient, a banda de les anteriorment citades, la creuadeta marina (Crucianella maritima), la silene de platja (Silene nicaensis), el timó marí (Teucrium polium dunense), el Panical marí (Eryngium maritimum), etc.

## Estat de conservació
L'hàbitat d'aquest tipus de vegetació pateix a les nostres contrades una forta pressió antròpica, lligada a la urbanització del litoral i la sobrefreqüentació de les platges. És per això que resten poques mostres d'aquestes comunitats vegetals a les costes sorrenques dels Països Catalans.
Pel que fa al Principat de Catalunya, tan sols en resten mostres destacables al golf de Roses, la platja de Pals, la platja de Torredembarra i Creixell el delta del Llobregat i el delta de l'Ebre, més el petit retall que suposa la platja Llarga de Vilanova i la Geltrú.

## Imatges
Galeria de plantes psamòfiles:

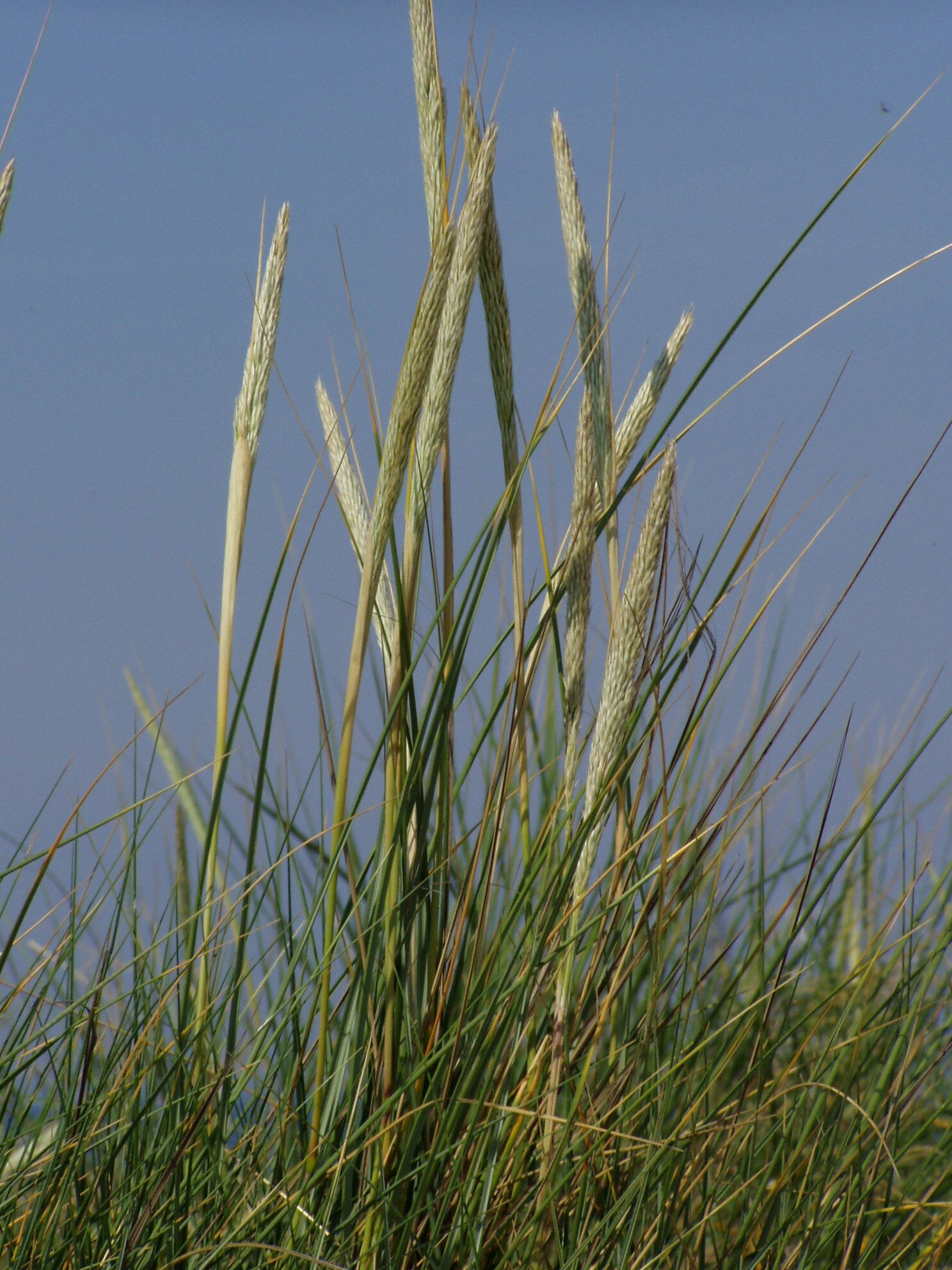
Borró
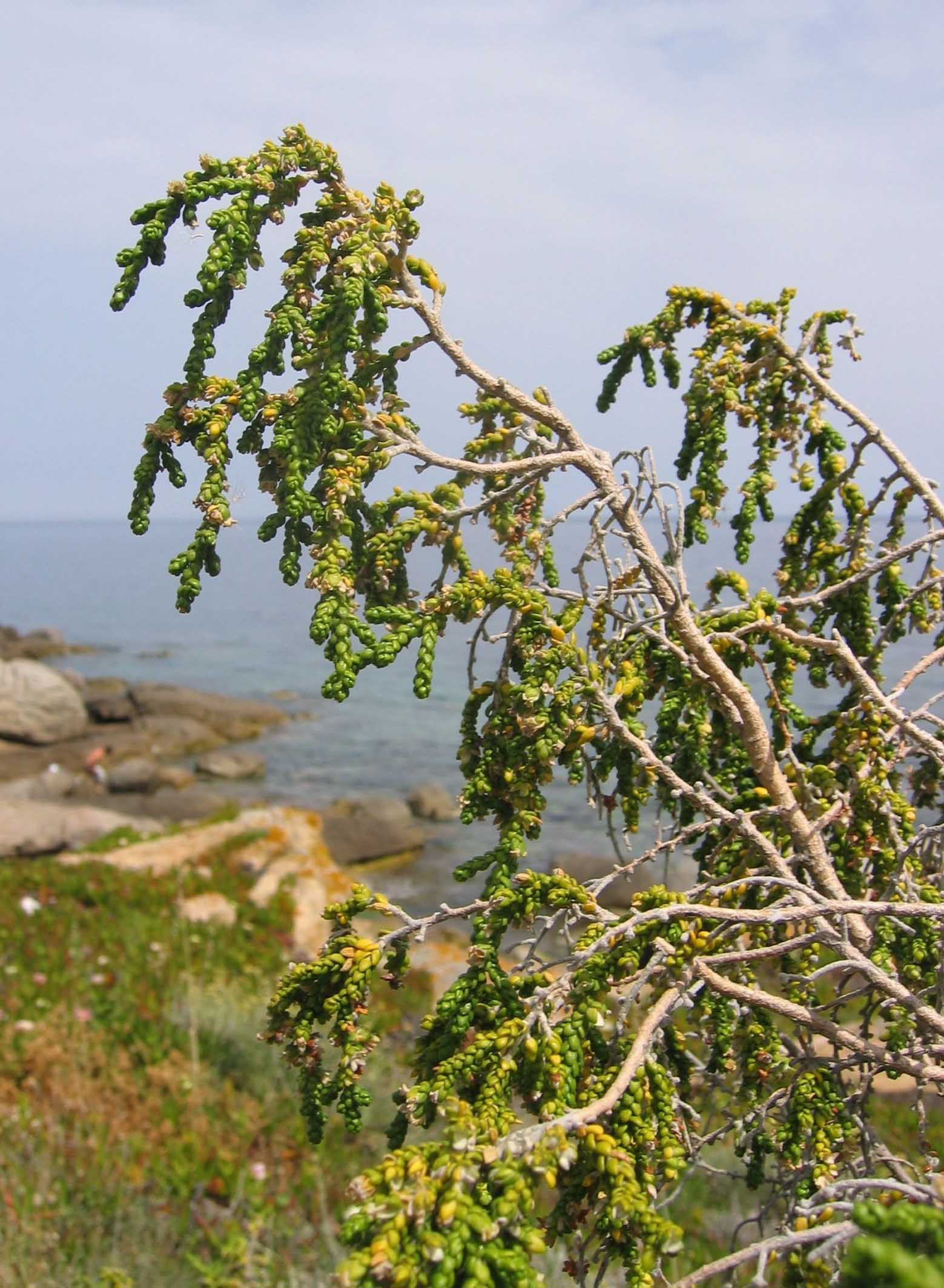
Bufalaga marina
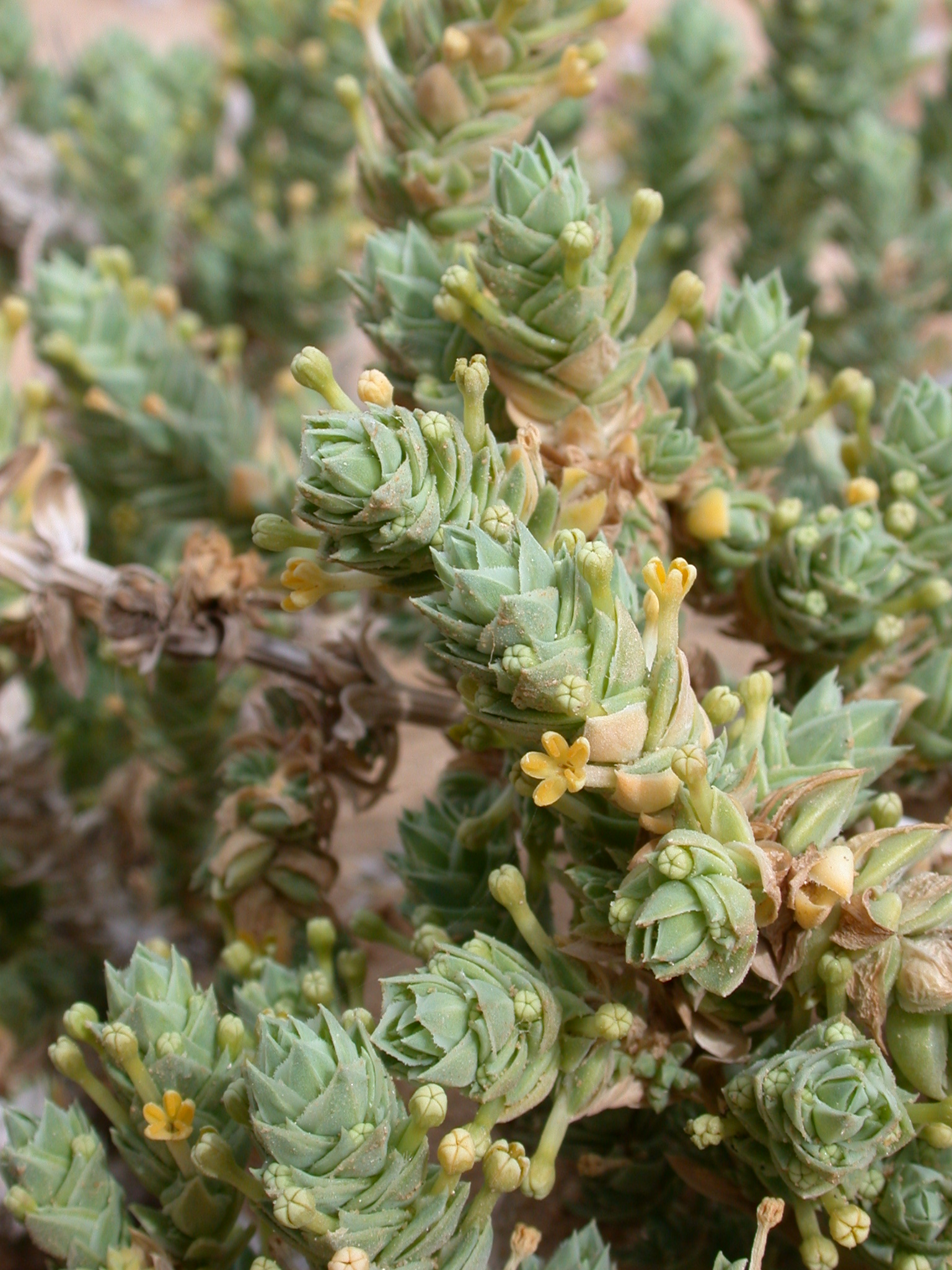
Creuadeta marina
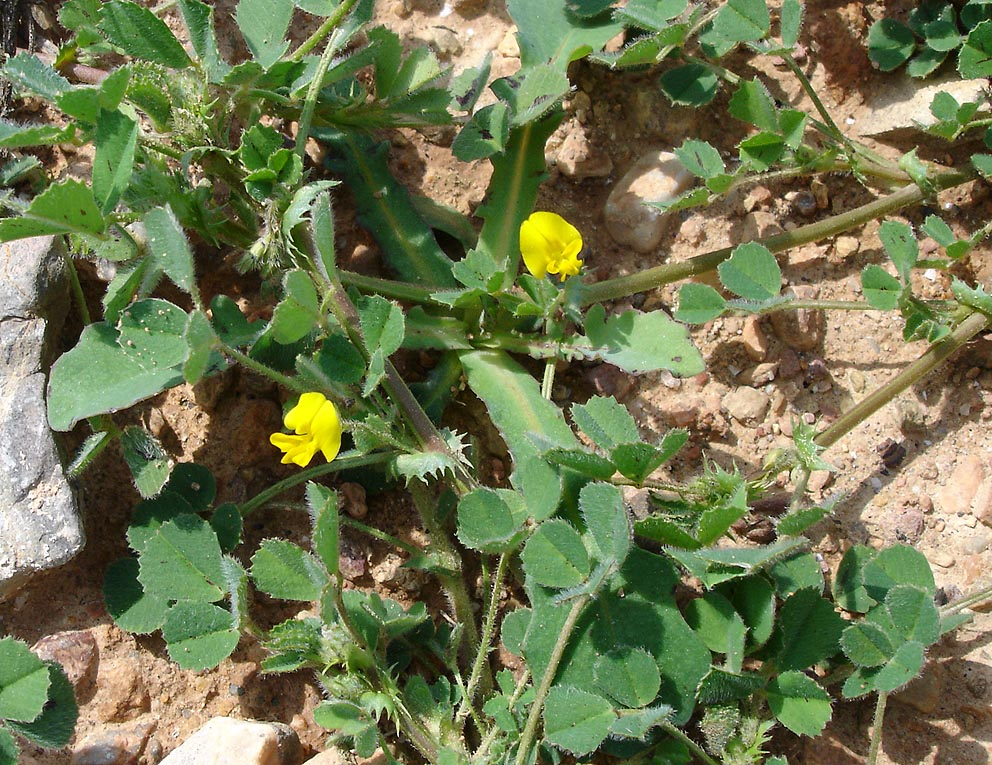
Melgó litoral
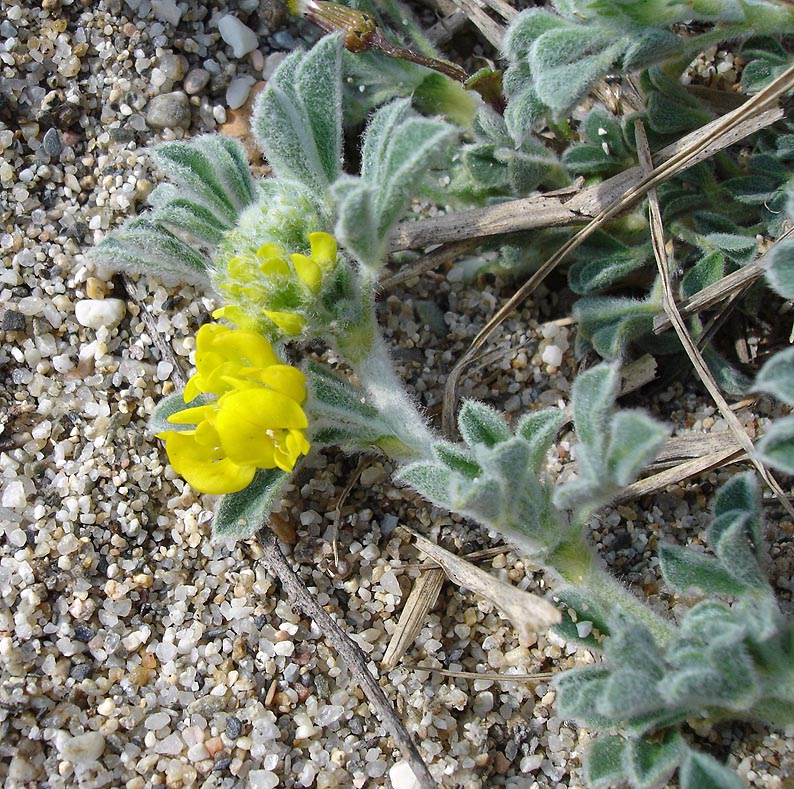
Melgó marí
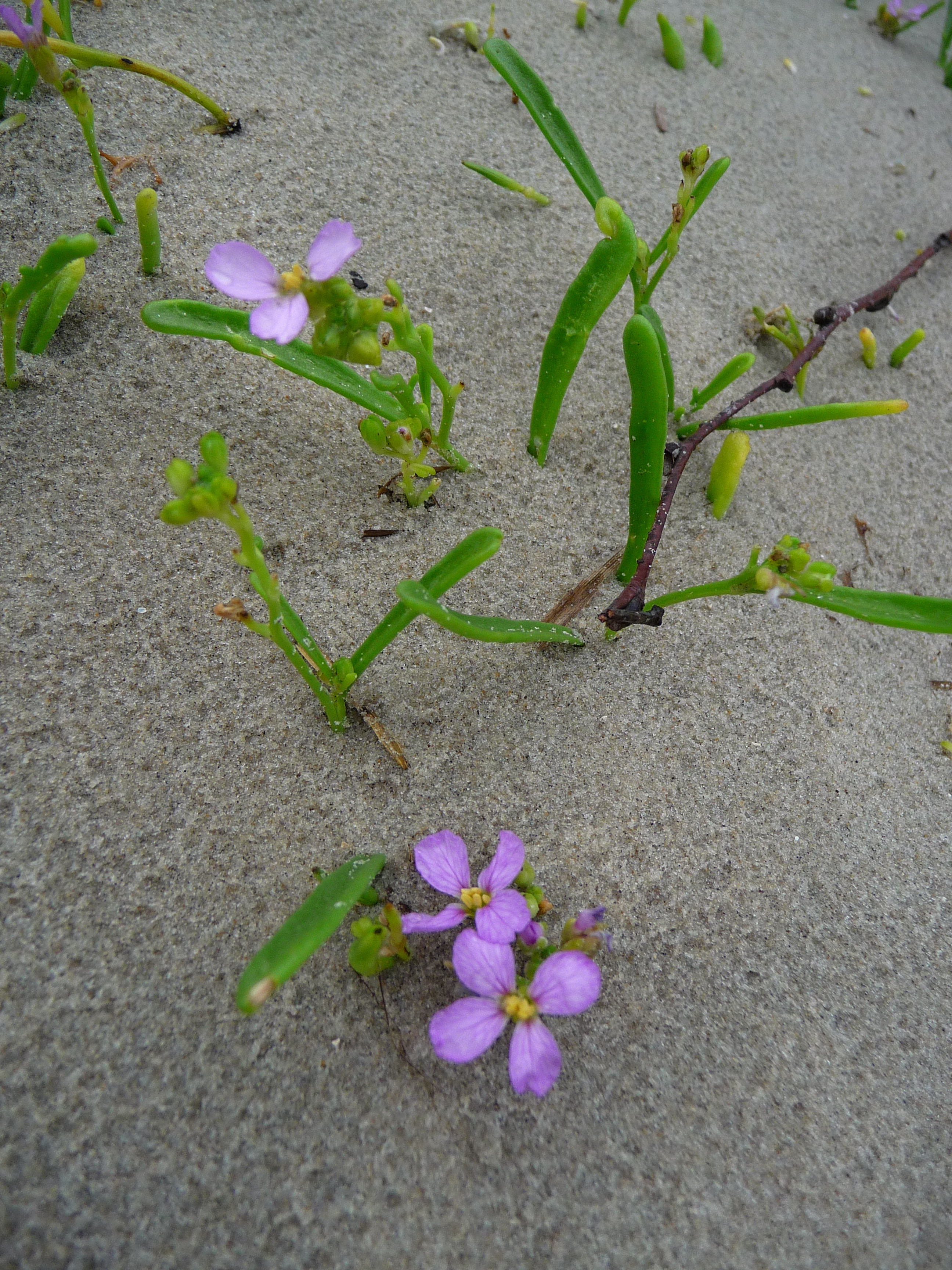
Rave de mar
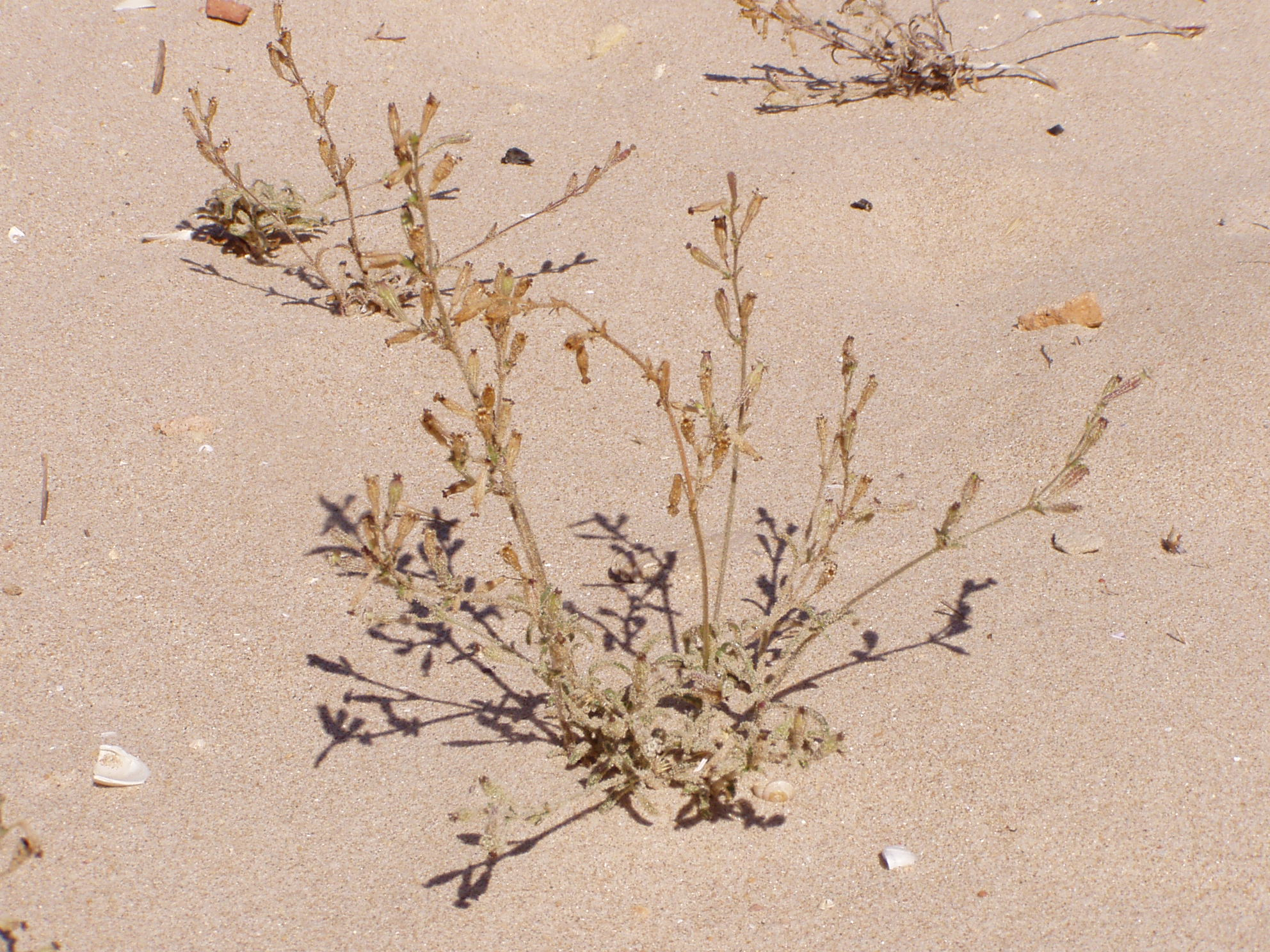
Silene de platja
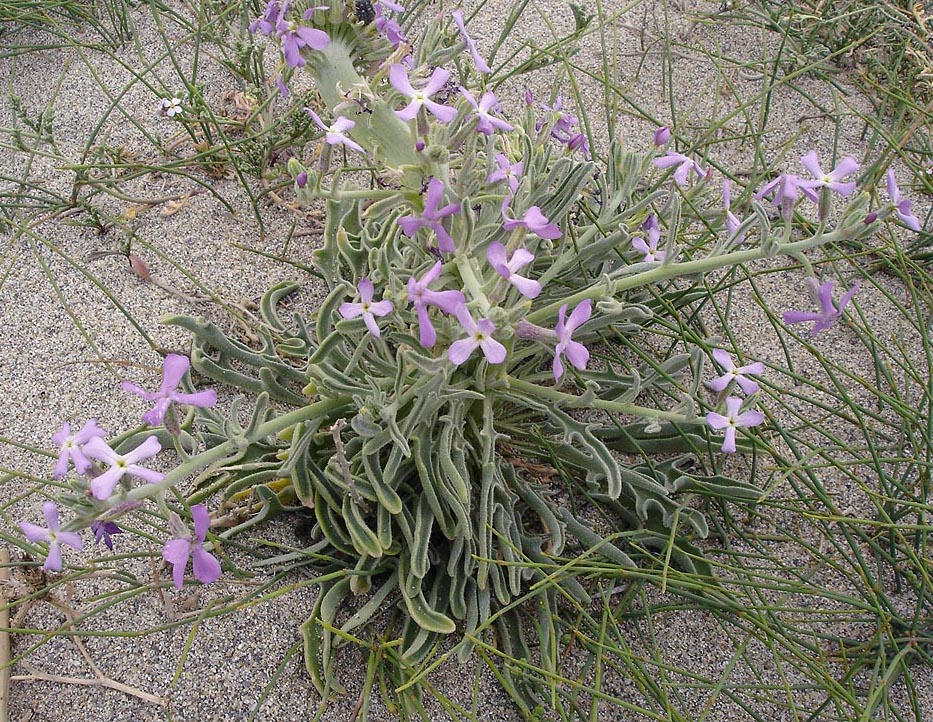
Violer marí